# Mesoleptus exstirpatus
Mesoleptus exstirpatus är en stekelart som beskrevs av Charles Thomas Brues 1910. Mesoleptus exstirpatus ingår i släktet Mesoleptus och familjen brokparasitsteklar. Inga underarter finns listade i Catalogue of Life.